# Nick Winter
Anthony William "Nick" Winter, född 25 augusti 1894 i Brocklesby, New South Wales, död 6 maj 1955 i Pagewood i New South Wales, var en australisk friidrottare.
Winter blev olympisk mästare på tresteg vid olympiska sommarspelen 1924 i Paris.